# Pierre Demargne
Pierre Demargne (vollständiger Name Pierre Marie Joseph Gabriel Demargne, * 8. Februar 1903 in Aix-en-Provence; † 13. Dezember 2000 in Paris) war ein französischer Klassischer Archäologe.

## Leben
Pierre Demargne studierte ab 1922 Klassische Archäologie an der École normale supérieure in Paris. 1926 ging er an die École française d’Athènes, wo er seine Studien vertiefte und an Grabungen teilnahm. Er beteiligte sich vor allem an der Ausgrabung des minoischen Palastes in Malia auf Kreta und beschrieb zahlreiche Funde, darunter den Goldschmuck, der als „Bienen von Malia“ bekannt wurde und im Archäologischen Museum in Iraklio ausgestellt wird.
1933 kehrte Demargne nach Frankreich zurück und wurde Professor für Klassische Archäologie an der Universität Grenoble. 1937 wechselte er an die Universität Straßburg. Beim Ausbruch des Zweiten Weltkriegs 1939 meldete er sich freiwillig und geriet 1940 in deutsche Kriegsgefangenschaft, aus der er 1945 nach Straßburg entlassen wurde. 1950 wechselte er auf einen Lehrstuhl an der Sorbonne in Paris. Im selben Jahr begann er mit Ausgrabungen in der lykischen Stadt Xanthos in der Türkei, zunächst als Gast des Institut français d’Istanbul bzw. des Institut français d’études anatoliennes. 1951 begründete er zusammen mit Henri Metzger und Pierre Coupel eine archäologische Mission in Xanthos; gemeinsam führten sie mit finanzieller Unterstützung des französischen Außenministeriums zehn Jahre lang Grabungen durch. Die Ergebnisse stellte Demargne 1963 auf dem 8. Internationalen Archäologenkongress vor, den er selbst in Paris ausgerichtet hatte. Von 1962 bis 1969 leitete er das Institut für Kunstgeschichte und Archäologie an der Sorbonne. 1971 wurde er emeritiert.
Demargnes Forschungsschwerpunkt war seit seinem ersten Aufenthalt in Griechenland die griechische Kunst der Bronzezeit. Aus zahlreichen Einzeluntersuchungen entwickelte er ab 1946 die These, dass zwischen den verschiedenen regionalen Stilen der bronzezeitlichen griechischen Kunst ein Zusammenhang bestand, der eine gemeinsame Entwicklung erkennen lässt. Auch wies er die Kontinuität der griechischen Kunst von der Bronzezeit bis zur Archaik nach und bezog orientalische Einflüsse auf die ägäische Kunst ein. Er legte diese Erkenntnisse in der Monografie Naissance de l’art grec (1964) dar, die in mehrere Sprachen übersetzt wurde und als Standardwerk gilt. Weitere wichtige Veröffentlichungen Demargnes waren seine Beiträge zu den Grabungsberichten von Xanthos (Fouilles de Xanthos), die er in Zusammenarbeit mit anderen Forschern von 1958 bis 1989 bearbeitete.
Für seine wissenschaftlichen Leistungen erhielt Demargne reiche Anerkennung im In- und Ausland. Er war seit 1969 Mitglied der Académie des Inscriptions et Belles-Lettres, ab 1980 als deren Präsident. Außerdem war er Mitglied der Akademie von Athen, der Akademie der Wissenschaften und der Literatur in Mainz, des Deutschen und Österreichischen Archäologischen Instituts, des Archaeological Institute of America und der Pontificia Accademia Romana di Archeologia.
Er war Mitglied der Ehrenlegion (Offizier), Träger des Ordre national du Mérite, des Ordre des Palmes Académiques sowie des Ordre des Arts et des Lettres.

## Schriften (Auswahl)
- La Crète dédalique. Études sur les origines d’une renaissance. Paris 1947 (= Dissertation)
- Les piliers funéraires (= Fouilles de Xanthos Bd. 1). Paris 1958
- Naissance de l’art grec. Paris 1964
  - Englische Übersetzung: The Birth of Greek Art. New York 1964 (amerikanische Ausgabe); Aegean Art. The Origins of Greek Art. London 1964 (britische Ausgabe)
  - Deutsche Übersetzung: Die Geburt der griechischen Kunst (Universum der Kunst). Beck, München 1965. 2., mit einem Nachtrag versehene Auflage 1975. Sonderausgabe 1977
- mit Pierre Coupel: Le monument des Néréides. L'architecture (= Fouilles de Xanthos Bd. 3). Klincksieck, Paris 1969
- Tombes-maisons, tombes et sarcophages (= Fouilles de Xanthos Bd. 5). Klincksieck, Paris 1974
- mit William A. P. Childs, Pierre Coupel, Anca Lemaire: Le monument des Néréides. Le décor sculpté (=Fouilles de Xanthos Bd. 8). Klincksieck, Paris 1989